# Berdeniella jezeki
Berdeniella jezeki är en tvåvingeart som beskrevs av Wagner 2005. Berdeniella jezeki ingår i släktet Berdeniella och familjen fjärilsmyggor.
Artens utbredningsområde är Slovenien. Inga underarter finns listade i Catalogue of Life.